# جورج ألين
جورج ألين (بالإنجليزية: George Allen)‏ (23 يناير 1932 في المملكة المتحدة - 13 يوليو 2016 بسوليهل في المملكة المتحدة) هو لاعب كرة قدم بريطاني في مركزي الظهير والدفاع. لعب مع برمنغهام سيتي وكوفنتري سيتي ونادي توركي يونايتد وBideford A.F.C. ‏

## هوامش
1. ↑  Some sources list Allen with 135 League appearances, an error which possibly stems from Matthews (1995) attributing an appearance in Birmingham's match against بلاكبيرن روفرز in March 1961 to Allen rather than to Graham Sissons [الإنجليزية]‏ who actually played in the match.[2][3][4]

## وصلات خارجية
- جورج ألين على موقع قاعدة بيانات كرة القدم.إي يو (الإنجليزية)
- جورج ألين على موقع عالم كرة القدم.نت (الإنجليزية)